# ماسون غافني
ماسون غافني (بالإنجليزية: Mason Gaffney)‏ هو اقتصادي أمريكي، ولد في 18 أكتوبر 1923.